# 低炭素社会
低炭素社会（ていたんそしゃかい、英: low-carbon society）とは、二酸化炭素の排出が少ない社会のこと。人為的CO2排出レベルを吸収量を均衡するレベル（現状の半減）まで低くした社会のこと。低炭素経済（ていたんそけいざい、英: low-carbon economy）は経済システムを重視した概念であるが、基本的には同じである。
本項では、人為的CO2排出レベルが実質ゼロまで下げた脱炭素社会（だつたんそしゃかい、英: decarbonized society）についても扱う（後節参照）。

## 概要
18世紀後半、英国で産業革命がおこり、石炭消費が増加したことを境に地球温暖化が社会に大きな影響を与えている。社会に多大な影響をもたらす地球温暖化の緩和を目的として、その原因である温室効果ガスのうち、大きな割合を占める二酸化炭素の排出が少ない社会を構築することが、世界的な課題となっている。
IPCC第4次評価報告書によると、2005年時点で気候に対する正の放射強制力をもつ人為起源の因子（=温暖化因子）のうち、最も大きいのが二酸化炭素の1.66(1.49 - 1.83)W/m2で、それに次ぐのがメタンの0.48(0.43 - 0.53)W/m2、対流圏オゾンの0.35(0.25 - 0.65)W/m2、ハロカーボン類の0.34(0.31 - 0.37)W/m2である。二酸化炭素は産業革命前に比べて約1.3倍に増加しており、化石燃料の利用による増加が大半を占めていると推定されている。メタンは人為起源で大量に排出されており、産業革命前に比べて約2.5倍に増加しているが、増加率が鈍化しており2000年代に入って0付近で推移している。また生物起源のものが大部分で制御は難しい。対流圏オゾンは気温変化により二次的に変動しており、他の要因を制御することで二次的に制御可能であると考えられている。ハロカーボン類はモントリオール議定書の履行に伴い減少傾向にある。
地球の炭素循環中では、非人為的な排出と吸収は均衡していることを前提に、年間280億トン（炭素換算。二酸化炭素換算ではこれを約3.67倍する）の炭素が人為的に排出されており、そのうち248億トンが吸収され、残りの32億トン(±1)が毎年大気中に蓄積されていき地球温暖化を進行させている（1990年代の平均値、IPCC第4次評価報告書）。対策として、排出量と吸収量を均衡させなければならない。吸収量を増やすことも考えられるが、手法が限られていて自然変動により急減するリスクを孕むため、非常に困難である。残るのは大幅な排出量削減であり、まず念頭に置かれているのが化石燃料の利用による排出量年間64億トン(±4)（1990年代平均値。2000 - 2005年平均値は72億トン±3に増えている）の半減である。

## 日本での動き

### 低炭素社会
日本では、2007年（平成19年）度の環境白書・循環型社会白書において提唱されたことを契機によく使われ始めた。これ以前の2005年ごろから使用されていて、似たような用語もあったが、白書以降「低炭素○○」に統一されてきている。2007年の21世紀環境立国戦略においては、気候変動枠組条約に基づき気候に悪影響を及ぼさない水準まで温室効果ガスを大幅に削減し、かつ豊かな生活を両立させた社会が低炭素社会であるとしている。「気候に悪影響を及ぼさない水準」を達成するためには世界の温室効果ガス排出を早期に半減させ、自然吸収量と同等の水準にする必要があり、これを目指す長期ビジョン美しい星50が2017年5月に安倍総理による提案された。
福田内閣で積極的に地球温暖化対策として「低炭素社会」をキーワードとするキャンペーンを洞爺湖サミットにむけ実施した。内閣府の世論調査では、言葉の認知度は3割強、うち9割が低炭素社会の実現に賛同するが、月額1000円以上の家計負担を容認する人は3割に満たない。17%は負担したくないと答えた。調査のn数は3000人面接調査で有効回答数は1837人（2008年5-6月実施）。
低炭素社会は生活を根幹から変えうる可能性が高いことから、資源有限性の観点から同様に進められている循環型社会とは、統合的な取り組みを図っていくことが重要とされる。しかし、実現に向けた課題として、優れた技術の不足・市場の価値評価・人づくり・パートナーシップの構築・規制強化などが求められている。一方、低炭素化に伴いレアメタル等の希少材料を利用した製品が増加することによる資源リスク、設備更新に伴う廃棄物処理の問題などもある。

### 低炭素社会からパリ協定を踏まえた脱炭素社会へ
2016年にパリ協定 (気候変動)を批准したことを受け、2018年位の環境白書以降は、二酸化炭素排出量を2050年に向けて半減していくことを目標とする低炭素社会ではなく、2050年温室効果ガスの排出量を実質ゼロにすることを目標とした、パリ協定を踏まえた脱炭素社会を目指す方向が示されている。

## 具体的な目標
日本の石油依存度は約26％と世界平均並みである。しかし、地球環境を守るためには二酸化炭素を可能な限り減らし、脱炭素社会を実現しなければならない。具体的な目標として、できるだけ早く脱炭素社会を実現すること、そして2050年までに温室効果ガスを80％削減することを掲げている。
2020年10月26日に「2050年カーボンニュートラル」を宣言し、「整合的で、野心的な目標」として「46％削減」を掲げた。
2021年4月22日には、米国主催の気候サミットにて菅義偉首相が演説し、日本の2030年度の温室効果ガス削減目標を「2013年度から46％削減し、さらに50％の高みに向け挑戦を続けていく」と宣言した。

## 社会を低炭素化する代表的な手法
低炭素社会を実現するうえで基本となるのが排出量の把握である。これはカーボンフットプリントと呼ばれるもので、一般的には環境会計や環境家計簿として、環境に関する義務的事項の中で認識されていることが多い。国際規格としてISO 14000シリーズがあり、特にISO 14064や14065では温室効果ガスの排出量・収集量の算定や認証などの規格を制定している。排出量や吸収量は製品の製造・輸送だけではなく、原材料の採取から製品使用後の処分までを一貫して評価するライフサイクルアセスメント(LCA)の形をとるのがふつうである。企業ではCSRの性質があることからその規模に比例して要求度が高く、排出量を開示しているところは多いが、家庭ではまだ認知度が低い。
低炭素社会の主要なテーマとして、排出量と吸収量が均衡した状態であるカーボンニュートラル、吸収量が排出量を上回る状態であるカーボンポジティブが挙げられる。技術的な削減を積み上げていっても達成できるか予測がつかないところが多いため、大規模組織や国家単位ではまだ目途が立たない。ただ、一部の国などでは政策目標としてカーボンニュートラルの達成を掲げる国もある。現在のところ、ポスト京都議定書に向けて発表した削減目標などを達成するための積み上げをするところまではきており、主要な新興国が数値目標を発表する段階には達している。
また、低炭素社会を達成するための経済的手法として挙げられるのが、「低炭素」を品質・性能・価格などと並んだ商品価値の1つとして組み入れる経済システムの構築である。一部の省エネルギー施策はコストの削減効果によりもともと経済的手法の性格があるが、低炭素であること自体を価格に反映させることで、市場原理を利用して削減を進めようという考え方である。このうち、現在行われているのが、商品におけるカーボンフットプリントの表示（CFP, カーボンラベリング、二酸化炭素の「見える化」）であり、環境ラベリングの一種で、消費者の判断基準を提供するにとどまり、価格に転嫁するところまでは達していない。類似の取り組みとして吸収量を購入するカーボンオフセットがあり、これは国家・企業レベルでいう排出取引に相当し、環境意識の高い消費者に浸透してきているが、経済的利点が高くないため伸び悩んでいる。経済的手法がなかなか推進されない背景としては、場合によっては行政による補助金など多額の財政出動が必要なこと、経営圧迫により不況を招く可能性、代替産業の誕生・既存産業の衰退などによる市場の構造転換の可能性があり慎重にならざるを得ないことなどがある。

## 低炭素社会の具体的手法
低炭素社会の主な具体的手法として、以下のようなものがある。
- 省エネルギー
  - エネルギー消費量の少ない機器・設備 - 成績係数の高いヒートポンプ等を利用した冷暖房・給湯器、燃費の高いハイブリッドカー・電気自動車
  - 変換効率の高い機器・設備 - 電力用半導体素子・インバータを利用した電源装置・電動機・高周波点灯式蛍光灯、電球型蛍光灯、LED照明
  - コジェネレーション、トリジェネレーション
  - エネルギー貯蔵:水素貯蔵、蓄熱、二次電池 (蓄電池)など。
  - 燃料電池
- 熱機関の燃料を、化石燃料から再生可能エネルギーへ転換する。
  - 発電:風力発電、水力発電、潮汐発電、波力発電、太陽光発電、地熱発電、バイオマス発電など
  - 対策が追いつかない場合の過渡的な方法として、化石燃料から二酸化炭素の排出量が少ない再生可能エネルギーへの転換、二酸化炭素貯留などがある。
- 建築物管理における対策
  - CASBEE等による徹底した省エネ設計、BEMSによる集中管理
  - 空調設備の補完:断熱材の利用、複層ガラス・熱線反射ガラス(Low-Eガラス)による断遮熱
- 土地利用管理:植林、未利用地の緑化、森林管理、森林破壊の防止、森林火災の防止
- 木材への固定化・貯蔵。樹木は二酸化炭素をすって成長し、内部に多くの炭素を埋蔵している。それを木材として利用し貯蔵しようという考え方。また伐採した後に新たな木を植えることで新たに炭素を溜め込む。樹木は成長期に多くの炭素を利用するため伐採と植林を繰り返し森を更新していく。
- 電化や低炭素燃料への転換
- 再生可能エネルギーや原発による発電を9割に増やす[11]

電力・空調・給湯の分野では連携した設備の導入も有効であり、また小規模化・分散化が進むことから、二次電池の導入が進んでいるほか、スマートグリッドによる連携管理やそれに付随した見える化などが開発されている。またエネルギー分野ではエネルギーペイバックタイム(EPT)やエネルギー収支比(EPR)などが省エネルギーの指標として用いられる。

## 2010年代の進展と停滞
2015年12月、第21回気候変動枠組条約締約国会議（COP21）が開催されたパリにてパリ協定が締結。二酸化炭素排出量の排出大国である中華人民共和国とアメリカ合衆国が協定を批准したことから、国際的な低炭素社会の実現に向けて大きな前進が見られた。しかしながら2016年にアメリカ合衆国大統領となったドナルド・トランプは、パリ協定は国益を損ねるものとして問題視し、2017年6月、協定からの離脱を決定した。
一方、パリ協定の締結地であるフランスは、炭素税や燃料税という形で低炭素社会、脱炭素社会の構築に必要な資金を徴収してきたが、2018年、エマニュエル・マクロン大統領の時代に燃料税増税に反対する市民らによる黄色いベスト運動が発生。パリでは、抗議活動が暴動にまで発展したため、マクロン大統領は税の引き上げスケジュールの見直しを余儀なくされた。
アメリカ合衆国は2020年の大統領選挙で、ドナルド・トランプに代わり、気候変動問題を主要政策に挙げたジョー・バイデンがアメリカ合衆国大統領に就任した。バイデン大統領は就任初日にパリ協定に復帰を決定。国連での正式な手続きを経て、2021年2月19日、パリ協定に正式復帰した。アメリカ合衆国が正式復帰したこともあり、2021年4月22から23日、アメリカ合衆国主催で気候サミット(Leasers Summit on Climate)がオンライン形式で開催された。この会議には欧州やアジアなどの40か国・地域の首脳が招待された。中華人民共和国の習近平国家主席（党総書記）のほか、インドのナレンドラ・モディ首相、ロシアのプーチン大統領も招待された。日本からは菅義偉首相が出席した。このサミットの開催により、アメリカ合衆国は脱炭素化へ向けた国際協調を主導する狙いを国際社会にアピールした。

## 脱炭素社会
脱炭素社会とは、地球温暖化の原因と考えられる二酸化炭素の排出量を実質ゼロにする社会のこと。気候変動対策の国際的な枠組みである「パリ協定」が発効して以降、二酸化炭素の排出量を減らし、脱炭素社会を目指そうとする動きが活発化している。

### 自治体の取り組み
日本は、石炭火力発電を重要な選択肢と位置づけていたり、脱炭素社会をいつまでに実現させるかを示さないなど環境問題へ曖昧な対応で消極的だと批判を受けている。そこで、2050年までに二酸化炭素の排出量を実質ゼロにする社会を実現すること目指すと明言した。政府だけではなく、2050年までに二酸化炭素の排出量を実質ゼロにする「ゼロカーボン」を宣言する自治体(環境省はゼロカーボンシティと呼称)が出てきた。宣言をした自治体は、計画策定や再生可能エネルギーによる新電力会社の設立などを目指している。だが、能力や予算に限界がある自治体が存在することが問題となっていた。そこで環境省は、そのような自治体に再生可能エネルギー導入を進める計画の策定や専門的な知識を持つ人材を育成のための費用を助成する等の支援を始めた。総額約450億円を自治体の支援にあて、脱炭素社会への移行を加速させている。また、脱炭素社会を目指すうえで重要になってくる自治体内での温室効果ガスの排出量を把握するためのシステム導入も始めている。

### 企業の取り組み
世界的にも脱炭素社会を目指す動きが活発化しており、世界中で多くの企業が事業で使うエネルギーを温室効果化ガスをださない再生可能エネルギーで賄う国際組織「RE100プロジェクト」に参加している。世界では石炭火力発電の廃止方針を打ち出す国が相次いでおり、日本の企業も世界の流れに続き、「RE100プロジェクト」への参加や、環境などを配慮している企業に優先的に投資するESG投資も拡大している。
パリ協定を契機に、企業が、気候変動に対応した経営戦略の開示（TCFD）や脱炭素に向けた目標設定（SBT、RE100）などを通じ、脱炭素経営に取り組む動きが進展している。こうした企業の取組は、国際的なESG投資の潮流の中で、自らの企業価値の向上につながることが期待できる。また、気候変動の影響がますます顕在化しつつある今日、先んじて脱炭素経営の取組を進めることにより、他者と差別化を図ることができ、新たな取引先やビジネスチャンスの獲得に結びつくものになっている。

### 技術開発
二酸化炭素や有害物質の排出削減を目指し、石炭ガス化複合発電(IGCC)といった「クリーン・コール・テクノロジー」の技術開発も進んでいる。

## 関連リンク
- ゼロカーボンシティ